# Eumorpha extinctus
Eumorpha extinctus är en fjärilsart som beskrevs av Gehlen. 1926. Eumorpha extinctus ingår i släktet Eumorpha och familjen svärmare. Inga underarter finns listade i Catalogue of Life.